# Гвинейски павиан
Гвинейският павиан (Papio papio) е вид бозайник от семейство Коткоподобни маймуни (Cercopithecidae). Видът е почти застрашен от изчезване.

## Разпространение
Разпространен е в Гамбия, Гвинея, Гвинея-Бисау, Мавритания, Мали и Сенегал.